# Lætitia Bléger
Lætitia Bléger, née le 10 avril 1981 à Colmar en Alsace, est reine de beauté et viticultrice française. Elle a été élue Miss Alsace 2003 puis Miss France 2004, devenant la 74e Miss France.

## Biographie

### Famille et activité professionnelle
Elle habite Saint-Hippolyte (Haut-Rhin) où ses parents sont viticulteurs.
Lætitia Bléger a été hôtesse de l’air de la compagnie aérienne Swissair. Elle perd son emploi quand la compagnie fait faillite en 2002.

### Mannequinat
Lætitia Bléger se présente alors à un concours de mannequin.
En 2002, elle est élue 1re dauphine de Miss Alsace, Céline Druz.
En 2003, elle retente sa chance en décrochant le titre de Miss Haut-Rhin, puis est élue Miss Alsace la même année. Le titre de Miss Alsace 2003 lui permet de se présenter le 13 décembre 2003 à l'élection de Miss France qui a lieu à Deauville.

### Miss France
Le 13 décembre 2003, elle est élue Miss France 2004 à 22 ans. La couronne lui est remise par Miss France 2003 Corinne Coman, Geneviève de Fontenay, présidente du Comité Miss France et le présentateur Jean-Pierre Foucault.
Le 1er juin 2004, Lætitia Bléger représente la France au concours de Miss Univers 2004, qui se tient à Quito en Équateur. Le concours est remporté par l'Australienne Jennifer Hawkins. Les représentants des différents pays participants arrivent à Quito dès le 12 mai 2004 pour trois semaines de manifestations, de répétitions et de compétitions préliminaires avant le concours télévisé final. Lætitia n'est pas élue dans le top 15 des premières Miss.
Le 4 décembre 2004, elle transmet son titre à Cindy Fabre, élue Miss France 2005 à Tours.

### L'après Miss France
Fin 2004, elle entretient une brève relation avec le patineur artistique Brian Joubert. Ensemble, ils font des photographies lors d'un voyage à New York, en janvier 2005. Mais la participation de Lætitia à l'émission de télé réalité Première compagnie et la surmédiatisation de leur relation sont sans doute les principales causes de leur rupture en février 2005. Trois mois plus tard, en mai 2005, elle s'exprime dans deux magazines people, Ici Paris et Entrevue, dans lesquels elle a des mots très durs contre son ex compagnon : « J'ai tout donné à Brian et en retour je n'ai rien reçu. Je l'ai aimé trop vite » ; « J'étais amoureuse mais il a utilisé ma notoriété à des fins personnelles, pour faire croire qu'il sortait avec des filles ». Elle confirme ensuite ses propos dans l'émission Tout le monde en parle de Thierry Ardisson à la télévision. Brian Joubert intente alors dans la foulée un procès contre les deux maisons d'éditions des magazines et contre Lætitia, en demandant des dommages et intérêts pour « propos diffamatoires » et « atteinte à sa vie privée ». Il faut attendre le 14 mars 2007 pour que le tribunal de grande instance de Paris rende son jugement. Celui-ci reconnaît l'atteinte à la vie privée mais rejette la diffamation. Lætitia Bléger et les deux magazines sont condamnés à verser un total de 17 000 euros de dommages et intérêts et l'un des magazines doit publier la décision du tribunal.
En janvier 2005, elle fait partie des treize personnalités qui ont posé pour le calendrier Pin-up de la télé organisé par le magazine Télé 7 jours. On y trouve d'autres Miss France : Élodie Gossuin, Sylvie Tellier, Cindy Fabre et des personnalités du petit écran et de la chanson, notamment Eve Angeli, Véronika Loubry, Séverine Ferrer, Clara Morgane.
En février 2005, elle participe à Première compagnie, une émission de téléréalité sur TF1. Elle est éliminée dès la première semaine. C'est dans cette émission qu'elle rencontre Frank Delay, un ex-membre du boys band 2Be3, avec qui elle va entretenir une relation jusqu'à l'été 2005[réf. nécessaire].
En 2007, elle est la marraine du Trophée Andros féminin pour la saison 2007-2008.
Laetitia Bléger a participé au jeu Fort Boyard : durant l'été 2005, puis en 2012 pour un spécial Halloween aux côtés de Sylvie Tellier, Corinne Coman, Laury Thilleman, Delphine Wespiser, Christophe Beaugrand ; et durant l'été 2013 avec Miss France 2013 Marine Lorphelin et ses dauphines Hinarani de Longeaux et Sophie Garénaux, ainsi que Jean-Michel Maire et Jérémy Ferrari.
Elle témoigne dans le documentaire Miss France la soirée d'une vie diffusé après l'élection de Miss France 2012, témoignage rediffusé dans le documentaire Il était une fois Miss France sur TMC le 20 novembre 2013.
Le 8 décembre 2012, elle apparaît lors du défilé final de l’élection de Miss France 2013.
En 2013, elle anime l'émission Entre les vignes sur Campagnes TV.
Le 18 février 2013, elle participe à Top Chef sur M6 avec deux autres Miss France : Rachel Legrain-Trapani et Chloé Mortaud. Les candidats leur préparent des plats, qu'elles doivent juger ensuite.
En 2015, elle reprend son premier travail, celui d'hôtesse de l'air.

### Annulation du titre de Miss France
En avril 2005, elle pose nue dans le numéro de mai du magazine de charme Playboy (en édition française), puis dans la revue Entrevue et s'attire les foudres de la présidente du comité Miss France, Geneviève de Fontenay, qui réclame sa destitution et l'annulation de son titre. Le dernier cas en date dans une telle affaire remonte à 1983 quand la tenante du titre, Isabelle Turpault, s'était vue retirer sa couronne en cours de règne pour des photos de charme alors parues dans le magazine Paris Match. Lætitia Bléger est finalement privée de couronne et d'écharpe pour une période de six mois et est remplacée durant cette période par sa première dauphine, Miss Bourgogne, Lucie Degletagne. 
En 2007, Lætitia Bléger gagne son procès contre son ex-agent qui l'avait manipulée. Elle s'est ensuite réconciliée avec Geneviève de Fontenay.